# Ancestreuma longibrachiatum
Ancestreuma longibrachiatum är en mångfotingart som först beskrevs av Shear 1990.  Ancestreuma longibrachiatum ingår i släktet Ancestreuma och familjen Diplomaragnidae. Inga underarter finns listade i Catalogue of Life.